# Distretti congressuali del Nebraska

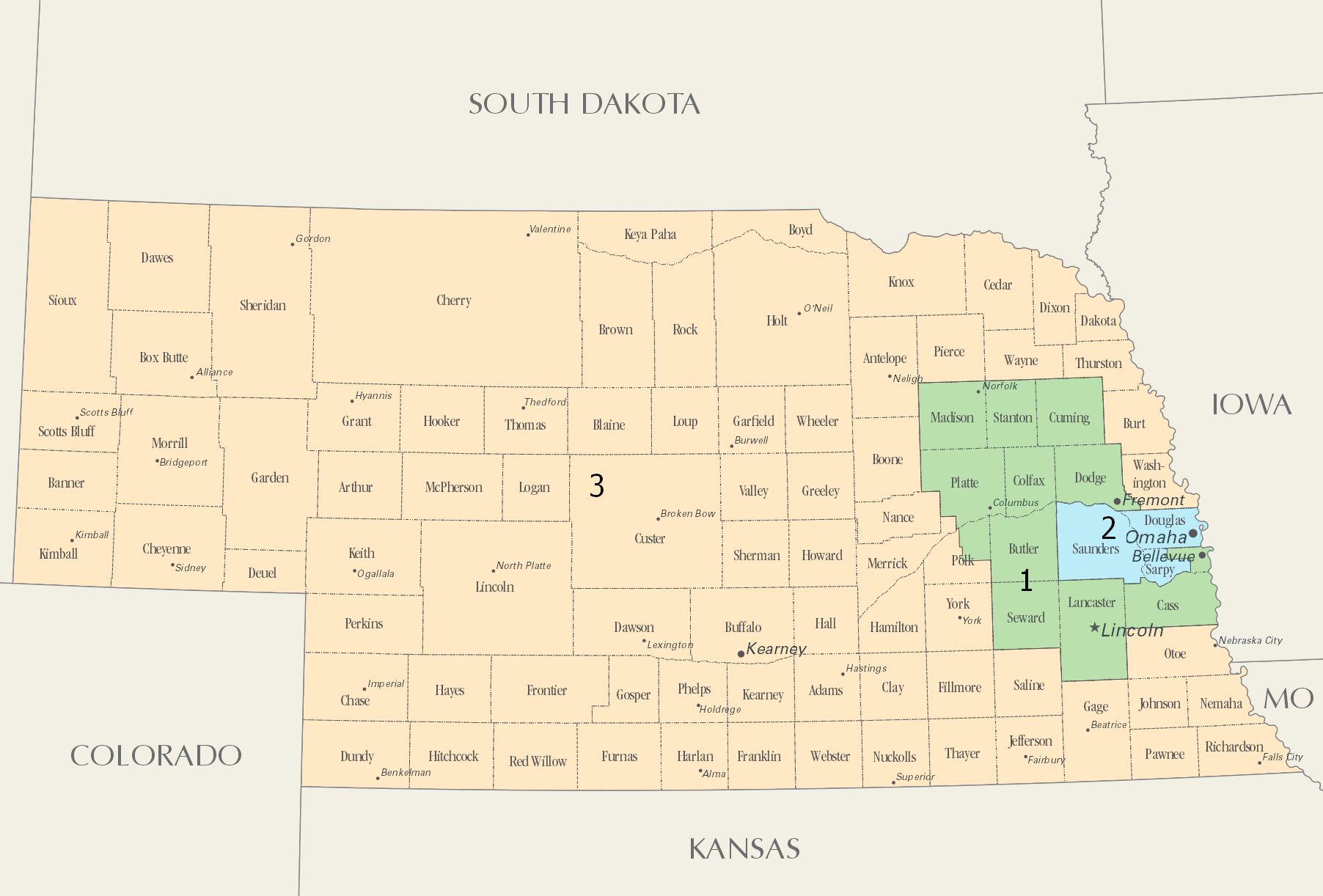
Distretti congressuali del Nebraska

Lo stato del Nebraska è diviso in 3 distretti congressuali, ognuno rappresentato da un rappresentante alla Camera dei rappresentanti degli Stati Uniti.
I distretti sono tutti attualmente rappresentati al 119º Congresso degli Stati Uniti d'America da repubblicani.

## Distretti e rispettivi rappresentanti
| Distretto | Rappresentante | Partito      | CPVI | In carica dal  | Mappa del distretto |
| --------- | -------------- | ------------ | ---- | -------------- | ------------------- |
| 1°        | Mike Flood     | Repubblicano | R+6  | 28 giugno 2022 |                     |
| 2°        | Don Bacon      | Repubblicano | D+3  | 3 gennaio 2017 |                     |
| 3°        | Adrian Smith   | Repubblicano | R+27 | 3 gennaio 2007 |                     |

## Cronologia delle configurazioni
Le tabelle riportano le mappe dei confini dei distretti congressuali dello stato del Nebraska, presentati in maniera cronologica. Vengono mostrati tutti i cicli di modifica periodica dei distretti dal 1973 ad oggi.
| Anno      | Cartina dello stato |
| --------- | ------------------- |
| 1973–1982 |                     |
| 1983–1992 |                     |
| 1993–2002 |                     |
| 2003–2013 |                     |
| 2013-2023 |                     |
| Dal 2023  |                     |

## Distretti obsoleti
- Distretto congressuale at-large del Nebraska
- Distretto congressuale at-large del Territorio del Nebraska
- 4º Distretto congressuale del Nebraska
- 5º Distretto congressuale del Nebraska
- 6º Distretto congressuale del Nebraska